# 金砂郷町
金砂郷町（かなさごうまち）は、かつて茨城県久慈郡に置かれていた町である。
合併により、現在は常陸太田市金砂郷地区となっている。

## 地理
現在の常陸太田市の西部に位置し、町域は南北に細長く、南部は平坦な土地が多く、北部は阿武隈高地の一部に位置し山がちな地形が多い。
- 山 : 鷹取山
- 河川 : 久慈川、山田川、浅川

### 隣接していた自治体
- 常陸太田市
- 久慈郡
  - 水府村
- 那珂郡
  - 那珂町
  - 瓜連町
  - 大宮町
  - 山方町

## 歴史

### 年表
- 1955年（昭和30年）4月15日 - 久慈郡郡戸村、久米村、金郷村、金砂村が合併し、金砂郷村が発足。
- 1970年（昭和45年）4月1日 - 国道293号が制定。
- 1993年（平成5年）11月1日 - 町制施行し、金砂郷町となる。
- 2000年（平成12年）2月：新たな住居表示字名として、大字宮の郷（旧・大字竹合、大字箕の各一部）を設定する[1]。
- 2004年（平成16年）12月1日 - 水府村、里美村とともに常陸太田市に編入され、消滅。

### 行政区域変遷
- 変遷の年表

| 金砂郷町町域の変遷（年表） | 金砂郷町町域の変遷（年表） | 金砂郷町町域の変遷（年表） |
| 年                         | 月日                       | 旧金砂郷町町域に関連する行政区域変遷 |
| -------------------------- | -------------------------- | --- |
| 1889年（明治22年）         | 4月1日                     | 町村制施行に伴い、以下の村がそれぞれ発足。 - 郡戸村 ← 花房村、新地村、松栄村、中野村、小島村 - 久米村 ← 久米村、薬谷村、大里村、大平村、玉造村、芦間村 - 金郷村 ← 高柿村、大方村、竹合村、箕村、下利員村、中利員村、千寿村、岩手村 - 金砂村 ← 上利員村、下宮河内村、赤土村、上宮河内村 |
| 1955年（昭和30年）         | 4月15日                    | 郡戸村、久米村、金郷村、金砂村が合併し、金砂郷村が発足。 |
| 1973年（昭和48年）         |                            | 大字大里の一部が常陸太田市に編入。 |
| 1976年（昭和51年）         |                            | 大字中野・小島のそれぞれの一部が常陸太田市に編入。 - 同時に常陸太田市藤井町の一部を金砂郷村に編入。 |
| 1993年（平成5年）          | 11月1日                    | 町制施行し、金砂郷町となる。 |
| 2004年（平成16年）         | 12月1日                    | 水府村、里美村とともに常陸太田市に編入され、消滅。 |

- 変遷表

| 金砂郷町町域の変遷表（※細かい境界の変遷は省略） | 金砂郷町町域の変遷表（※細かい境界の変遷は省略） | 金砂郷町町域の変遷表（※細かい境界の変遷は省略） | 金砂郷町町域の変遷表（※細かい境界の変遷は省略） | 金砂郷町町域の変遷表（※細かい境界の変遷は省略） | 金砂郷町町域の変遷表（※細かい境界の変遷は省略） | 金砂郷町町域の変遷表（※細かい境界の変遷は省略） |
| 1868年 以前                                     | 1868年 以前                                     | 明治22年 4月1日                                 | 明治22年 - 昭和64年                             | 平成元年 - 現在                                 | 平成元年 - 現在                                 | 現在                                            |
| ----------------------------------------------- | ----------------------------------------------- | ----------------------------------------------- | ----------------------------------------------- | ----------------------------------------------- | ----------------------------------------------- | ----------------------------------------------- |
|                                                 | 中野村                                          | 郡戸村                                          | 昭和30年4月15日 金砂郷村                        | 平成5年11月1日 町制                             | 平成16年12月1日 常陸太田市に編入                | 常陸太田市                                      |
|                                                 | 小島村                                          | 郡戸村                                          | 昭和30年4月15日 金砂郷村                        | 平成5年11月1日 町制                             | 平成16年12月1日 常陸太田市に編入                | 常陸太田市                                      |
|                                                 | 松栄村                                          | 郡戸村                                          | 昭和30年4月15日 金砂郷村                        | 平成5年11月1日 町制                             | 平成16年12月1日 常陸太田市に編入                | 常陸太田市                                      |
|                                                 | 新地村                                          | 郡戸村                                          | 昭和30年4月15日 金砂郷村                        | 平成5年11月1日 町制                             | 平成16年12月1日 常陸太田市に編入                | 常陸太田市                                      |
|                                                 | 花房村                                          | 郡戸村                                          | 昭和30年4月15日 金砂郷村                        | 平成5年11月1日 町制                             | 平成16年12月1日 常陸太田市に編入                | 常陸太田市                                      |
|                                                 | 薬谷村                                          | 久米村                                          | 昭和30年4月15日 金砂郷村                        | 平成5年11月1日 町制                             | 平成16年12月1日 常陸太田市に編入                | 常陸太田市                                      |
|                                                 | 久米村                                          | 久米村                                          | 昭和30年4月15日 金砂郷村                        | 平成5年11月1日 町制                             | 平成16年12月1日 常陸太田市に編入                | 常陸太田市                                      |
|                                                 | 大平村                                          | 久米村                                          | 昭和30年4月15日 金砂郷村                        | 平成5年11月1日 町制                             | 平成16年12月1日 常陸太田市に編入                | 常陸太田市                                      |
|                                                 | 玉造村                                          | 久米村                                          | 昭和30年4月15日 金砂郷村                        | 平成5年11月1日 町制                             | 平成16年12月1日 常陸太田市に編入                | 常陸太田市                                      |
|                                                 | 芦間村                                          | 久米村                                          | 昭和30年4月15日 金砂郷村                        | 平成5年11月1日 町制                             | 平成16年12月1日 常陸太田市に編入                | 常陸太田市                                      |
|                                                 | 大里村                                          | 久米村                                          | 昭和30年4月15日 金砂郷村                        | 平成5年11月1日 町制                             | 平成16年12月1日 常陸太田市に編入                | 常陸太田市                                      |
|                                                 | 上利員村                                        | 金砂村                                          | 昭和30年4月15日 金砂郷村                        | 平成5年11月1日 町制                             | 平成16年12月1日 常陸太田市に編入                | 常陸太田市                                      |
|                                                 | 上宮河内村                                      | 金砂村                                          | 昭和30年4月15日 金砂郷村                        | 平成5年11月1日 町制                             | 平成16年12月1日 常陸太田市に編入                | 常陸太田市                                      |
|                                                 | 下宮河内村                                      | 金砂村                                          | 昭和30年4月15日 金砂郷村                        | 平成5年11月1日 町制                             | 平成16年12月1日 常陸太田市に編入                | 常陸太田市                                      |
|                                                 | 赤土村                                          | 金砂村                                          | 昭和30年4月15日 金砂郷村                        | 平成5年11月1日 町制                             | 平成16年12月1日 常陸太田市に編入                | 常陸太田市                                      |
|                                                 | 千寿村                                          | 金郷村                                          | 昭和30年4月15日 金砂郷村                        | 平成5年11月1日 町制                             | 平成16年12月1日 常陸太田市に編入                | 常陸太田市                                      |
|                                                 | 大方村                                          | 金郷村                                          | 昭和30年4月15日 金砂郷村                        | 平成5年11月1日 町制                             | 平成16年12月1日 常陸太田市に編入                | 常陸太田市                                      |
|                                                 | 岩手村                                          | 金郷村                                          | 昭和30年4月15日 金砂郷村                        | 平成5年11月1日 町制                             | 平成16年12月1日 常陸太田市に編入                | 常陸太田市                                      |
|                                                 | 竹合村                                          | 金郷村                                          | 昭和30年4月15日 金砂郷村                        | 平成5年11月1日 町制                             | 平成16年12月1日 常陸太田市に編入                | 常陸太田市                                      |
|                                                 | 中利員村                                        | 金郷村                                          | 昭和30年4月15日 金砂郷村                        | 平成5年11月1日 町制                             | 平成16年12月1日 常陸太田市に編入                | 常陸太田市                                      |
|                                                 | 下利員村                                        | 金郷村                                          | 昭和30年4月15日 金砂郷村                        | 平成5年11月1日 町制                             | 平成16年12月1日 常陸太田市に編入                | 常陸太田市                                      |
|                                                 | 高柿村                                          | 金郷村                                          | 昭和30年4月15日 金砂郷村                        | 平成5年11月1日 町制                             | 平成16年12月1日 常陸太田市に編入                | 常陸太田市                                      |
|                                                 | 箕村                                            | 金郷村                                          | 昭和30年4月15日 金砂郷村                        | 平成5年11月1日 町制                             | 平成16年12月1日 常陸太田市に編入                | 常陸太田市                                      |

## 姉妹都市・提携都市
- 秋田県仙北郡角館町
1998年11月21日有縁友好交流締結。

## 地域

### 教育
- 中学校
  - 金砂郷町立南中学校
  - 金砂郷町立北中学校
- 小学校
  - 金砂郷町立郡戸小学校
  - 金砂郷町立久米小学校
  - 金砂郷町立金郷小学校
  - 金砂郷町立金砂小学校
- 幼稚園
  - 金砂郷町立金砂幼稚園
  - 金砂郷町立久米幼稚園
  - 金砂郷町立金郷幼稚園
  - 金砂郷町立郡戸幼稚園

## 交通

### 道路
- 一般国道
  - 国道293号
- 主要地方道
  - 茨城県道29号常陸太田烏山線
  - 茨城県道36号日立山方線
  - 茨城県道61号日立笠間線
  - 茨城県道62号常陸那珂港山方線
- 一般県道
  - 茨城県道166号和田上河合線
  - 茨城県道167号富岡玉造常陸太田線

## 関連文献
- 金砂郷村史編さん委員会 編『史料集 西金砂の祭礼と田楽』金砂郷村、1985年3月1日。(要登録)